# Galmbach (Itter)
Der Galmbach – bei WRRL Hessen: Golmbach – ist ein über 6 Kilometer langer Bach im baden-württembergischen und hessischen Odenwald, der bei Kailbach in der Stadt Oberzent im hessischen Odenwaldkreis von links und Ostsüdosten in die Itter mündet.
Der Bach läuft etwa auf seinen ersten 1,7 km in der badischen Gemeinde Mudau, tritt dann in die hessische Stadt Oberzent über und ist auf seinen letzten ca. 2,0 km Unterlauf Grenzfluss zwischen Oberzent links und Mudau rechts. Der Galmbach entwässert den südöstlichsten Gebietszipfel des Landes Hessen.

## Geographie

### Verlauf
Die Wasser des Galmbachs entspringen mehreren Quellen, deren obere Talmulden ein halbes Dutzend über 500 m ü. NHN hohe Gipfel des Buntsandstein-Odenwalds trennen, unter denen der Hart (581 m ü. NN), fünfthöchster Odenwaldgipfel, am höchsten aufragt. Diese Berge legen sich im Süden des Einzugsgebietes steil und hoch aufragend wie ein Kranz um einen Talkessel, in dem das Forsthaus Eduardsthal steht, Überbleibsel des 1836 aufgegebenen Dorfes Galmbach. In dieser Talspinne liegt eine ungefähr rautenförmige Wiesenlichtung von rund 10 ha Größe mit einem kleinen Stauweiher am Ostrand, in dem sich die aus allen Himmelsrichtungen zulaufenden Wasser sammeln. Von hier bis zur Mündung in die Itter legt er noch 3,6 Kilometer zurück.

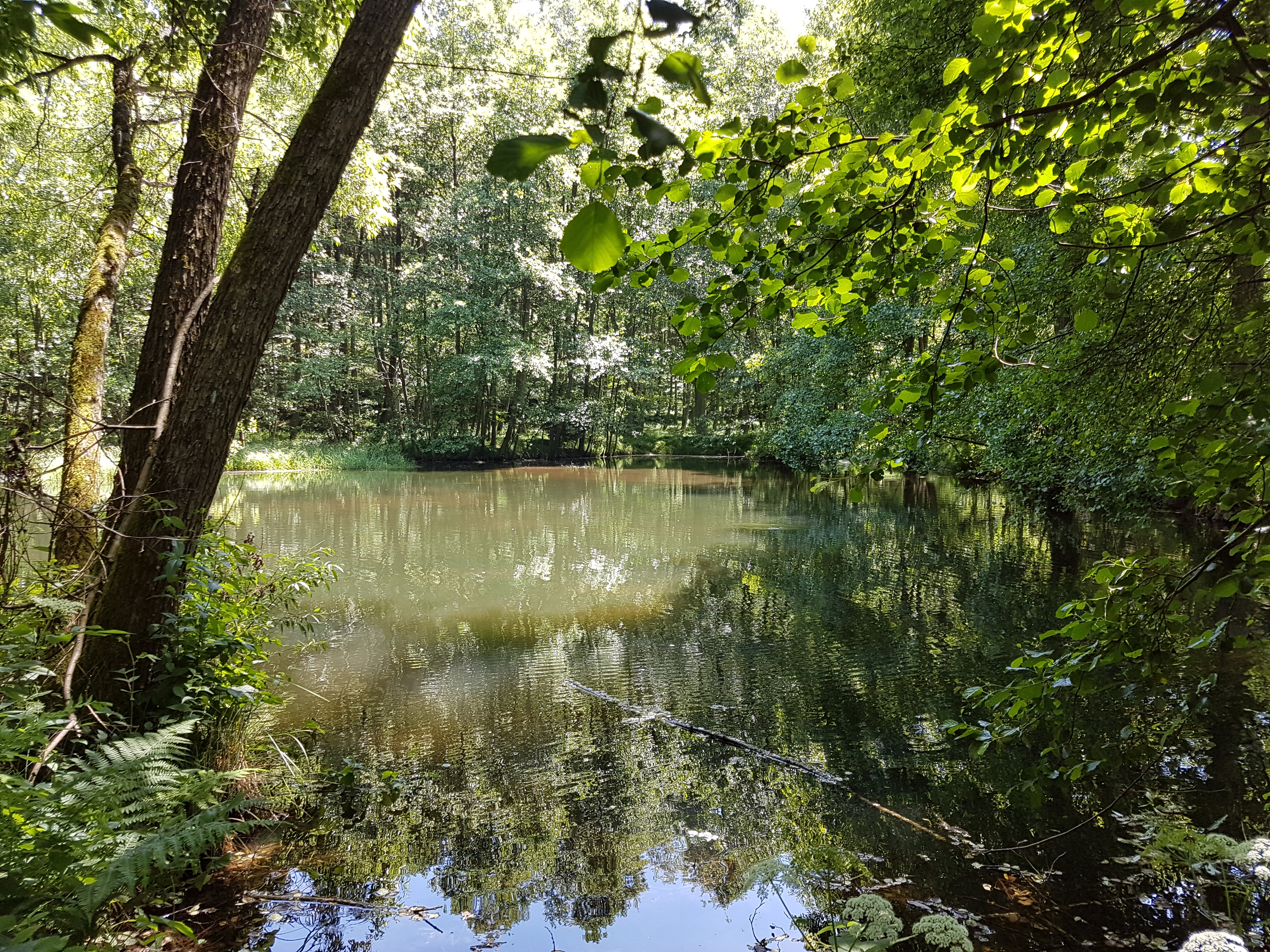
Stauweiher am Ortsrand der Wüstung Galmbach 2017

Der 2,4 Kilometer lange, schon Galmbach genannte Hauptquellbach erreicht diesen Weiher von Osten, durch die Einkerbung zwischen dem Heidenbuckel im Norden, wie der Steilhang des Kinzert (553,2 m ü. NN) genannt wird, und dem Lenzberg, dem Ausläufer des Dickbuckel (564 m ü. NN), der den Quellbach von Süden flankiert. Die Quelle liegt etwa 1200 Meter westsüdwestlich der Ortsmitte von Waldauerbach, einem Ortsteil der Gemeinde Mudau im Neckar-Odenwald-Kreis, auf einer Höhe von 535 m ü. NN. Ein anderer, 1,2 km langer Quellbach erreicht den Talkessel von Süden und wird vom Hart und seinen Nachbargipfeln gespeist.
Der einzige nennenswerte Zufluss erreicht den aus dem Stauweiher abfließenden Galmbach zwei Kilometer weiter nördlich am Wassergrund, einer südwestlich zulaufenden Einkerbung zwischen dem Kinzert und dem Sachsenberg (499,3 m ü. NN). Nach der Vereinigung mit dem Bach aus dem Wassergrund wendet sich das Tal in ungefähr westnordwestliche Richtung, wo sich der Galmbach steil und tief zwischen dem Sachsenberg rechts und dem Schildenberg (552,3 m ü. NN) links eingekerbt hat, um dann nach weniger als zwei Kilometern Unterlauf das Tal der hier noch Itterbach genannten Itter zu erreichen, in welche sie wenig oberhalb und nördlich von Kailbach auf etwa 240 m ü. NHN mündet.

### Einzugsgebiet
Die tiefe Talrinne zwischen Eduardsthal und der Mündung liegt überwiegend in der Gemarkung Kailbach der Stadt Oberzent im Odenwaldkreis. Das Einzugsgebiet des Galmbachs und Wassergrund mit einer Fläche von 15,1 km² ist fast völlig unbesiedelt und fast ausschließlich bewaldet. Nur am Ostrand entwässert ein Teil der Feldflur von Schloßau in Richtung Galmbach, neben dem Forsthaus im Tal liegen hier wenige Häuser der Ortschaft am Rand des Einzugsgebietes. Große Teile der Waldflächen fallen in das Forstvermögen des Fürsten von Leiningen, namentlich Eduardsthal mit der gesamten Fläche der früheren gleichnamigen selbständigen Gemarkung.
Einzige öffentliche Straße im ganzen Einzugsgebiet ist die Landesstraße L 2311, die von Kailbach durch das untere Galmbachtal und über die Drehplatzbrücke in den Wassergrund führt und von dort über die Passhöhe Heidenberg (460,7 m ü. NN) nach Norden in das Talsystem der Mud wechselt.

### Zuflüsse und Stillgewässer
Hierarchische Liste der Zuflüsse und  Seen von der Quelle zur Mündung. Gewässerlänge, Einzugsgebiete, Seefläche, Höhenangaben nach den Kartendiensten der LUBW. Andere Quellen für die Angaben sind vermerkt.
Quelle des Galmbachs auf etwa 535 m ü. NHN ca. 1,2 km westsüdwestlich von Mudau-Waldauerbach nahe der Alten Straße im Wald. Der Bach fließt anfangs etwa westlich durch seine obere Waldklinge.
- Überquert die Gemeindegrenze zu Oberzent auf etwa 385 m ü. NHN, zugleich Kreis- und Landesgrenze zwischen dem baden-württembergischen Neckar-Odenwald-Kreis und dem hessischen Odenwaldkreis, nach ca. 1,7 km.
- Durchläuft auf etwa 355 m ü. NHN einen Stauweiher beim Forsthaus Eduardsthal, ca. 0,3 ha. Abfluss aus diesem dann etwa nach Nordnordwesten.
- (Südlicher Quellbach), von links im Stauweiher, 1,2 km und 3,4 km². (Der Galmbach selbst ist bis zum Weiher 2,7 km lang und hat hier erst ein Einzugsgebiet von 3,0 km.) Quelle auf etwa 425 m ü. NHN etwa 0,9 km südlich des Forsthauses in einer nordöstlich ziehenden Waldklinge zwischen den Gewannen Schwanne im Osten und Lichtenwald im Norden, die oben auf der Hochebene am Sattel zwischen Hart und Köpfchen ansetzt.
  - (Nebenklingenzufluss), von rechts und Südosten auf über 380 m ü. NHN an einer Waldwegunterquerung, ca. 0,3 km.[LUBW 2] Entsteht auf etwa 405 m ü. NHN in einer Klinge, die auf der Hochebene am Sattel zwischen Reisenberg und Hart ansetzt. Nach diesem Zufluss Nordlauf des südlichen Quellbachs.
- (Bach aus der Waschklinge) (Oberlauf) und Wassergrund (Unterlauf), von rechts und Nordosten auf unter 290 m ü. NHN an der Drehplatzbrücke der aus dem zulaufenden Tal ins Untertal eintretenden L 2311, 4,2 km und 5,3 km². Entspringt dem Veitsbrunnen auf etwa 525 m ü. NHN etwa 0,5 km westlich des Ortsrandes von Schloßau. Läuft zunächst nordwestlich durch die Waschklinge, dann südwestlich durch den Wassergrund. An diesem Zufluss knickt der Galmbach auf Westnordwestkurs, schon etwa 200–300 Meter zuvor ist er Landesgrenze zwischen Hessen links und Baden-Württemberg rechts.

Mündung des Galmbachs auf etwa 240 m ü. NHN ca. 0,7 km nordöstlich des Haltepunkts der Odenwaldbahn in Kailbach von links und Ostsüdosten in die hier etwa südwestlich laufende Itter. Der Galmbach ist 6,3 km lang und hat ein 15,1 km² großes Einzugsgebiet.

### LUBW
Amtliche Online-Gewässerkarte mit passendem Ausschnitt und den hier benutzten Layern: Lauf und Einzugsgebiet des Galmbachs

Allgemeiner Einstieg ohne Voreinstellungen und Layer: Daten- und Kartendienst der Landesanstalt für Umwelt Baden-Württemberg (LUBW) (Hinweise)
1. 1 2 3  Höhe nach dem Höhenlinienbild auf dem Hintergrundlayer Topographische Karte.
2. 1 2  Länge abgemessen auf dem Hintergrundlayer Topographische Karte.
3. 1 2  Einzugsgebiet aufsummiert aus den Teileinzugsgebieten nach dem Layer Basiseinzugsgebiet (AWGN).
4. ↑  Länge nach dem Layer Gewässernetz (AWGN).
5. ↑  Einzugsgebiet nach dem Layer Basiseinzugsgebiet (AWGN).
6. ↑  Seefläche abgemessen auf dem Hintergrundlayer Topographische Karte.

### Andere Belege
1. ↑  Otto Klausing: Geographische Landesaufnahme: Die naturräumlichen Einheiten auf Blatt 151 Darmstadt. Bundesanstalt für Landeskunde, Bad Godesberg 1967. → Online-Karte (PDF; 4,3 MB)
2. ↑  Abfluss-BW - Daten und Karten